# Нижне-Нойберское сельское поселение
Нижне-Нойберское се́льское поселе́ние — муниципальное образование в Гудермесском районе Чечни Российской Федерации.
Административный центр — село Нижний Нойбера.

## История
Статус и границы сельского поселения установлены Законом Чеченской Республики от 27 февраля 2009 года № 19-р «Об образовании муниципального образования Гудермесский район и муниципальных образований, входящих в его состав, установлении их границ и наделении их соответствующим статусом муниципального района, городского и сельского поселения».

## Население
| 2010  | 2012  | 2013  | 2014    | 2015    | 2016    | 2017  |
| ----- | ----- | ----- | ------- | ------- | ------- | ----- |
| 6780  | ↗7055 | ↗7231 | ↗7418   | ↗7596   | ↗7759   | ↗7939 |
| 2018  | 2019  | 2020  | 2021    | 2023    | 2024    |       |
| ↗8121 | ↗8275 | ↗8456 | ↗10 807 | ↗10 960 | ↗11 068 |       |

## Состав сельского поселения
| № | Населённый пункт | Тип населённого пункта       | Население |
| - | ---------------- | ---------------------------- | --------- |
| 1 | Нижний Нойбера   | село, административный центр | ↗11 068   |